# Chromebook Pixel
De Chromebook Pixel is een Chromebook (laptop) van het Amerikaanse bedrijf Google die op ChromeOS draait. Op 21 februari 2013 werd de Chromebook Pixel voor het eerst tentoongesteld. De laptop is in twee versies beschikbaar: één met 32 GB SSD voor zo'n 1300 dollar en één met 64 GB SSD met LTE-verbinding voor ongeveer 1450 dollar.

## Fysieke kenmerken
Het kenmerkendste aan de Pixel is het scherpte van het scherm. Het scherm heeft een diagonaal van 12,85 inch en een resolutie van 2560 × 1700 pixels, waarmee de pixeldichtheid uitkomt op 239 pixels per inch. Het scherm, dat gemaakt is van Gorilla Glass, heeft een beeldverhouding van 3:2.
De laptop draait op een Intel Core i5-processor van 1,8 GHz met twee kernen (dualcore). Het opslaggeheugen voor het wifi-only-model bestaat uit 32 GB, voor het 4G-model krijgt men 64 GB. Via opslagdienst Google Drive krijgt de gebruiker 1 TB aan opslaggeheugen voor drie jaar.
Aan de zijkant beschikt de Chromebook Pixel over twee USB 2.0-poorten, een Mini DisplayPort voor externe monitoren, een SD-kaartslot en een 3,5mm-audio-aansluiting. Google zegt dat de batterij ongeveer vijf uur mee kan gaan. De netbook beschikt tevens over een camera aan de voorkant voor videogesprekken.